# Gillblads

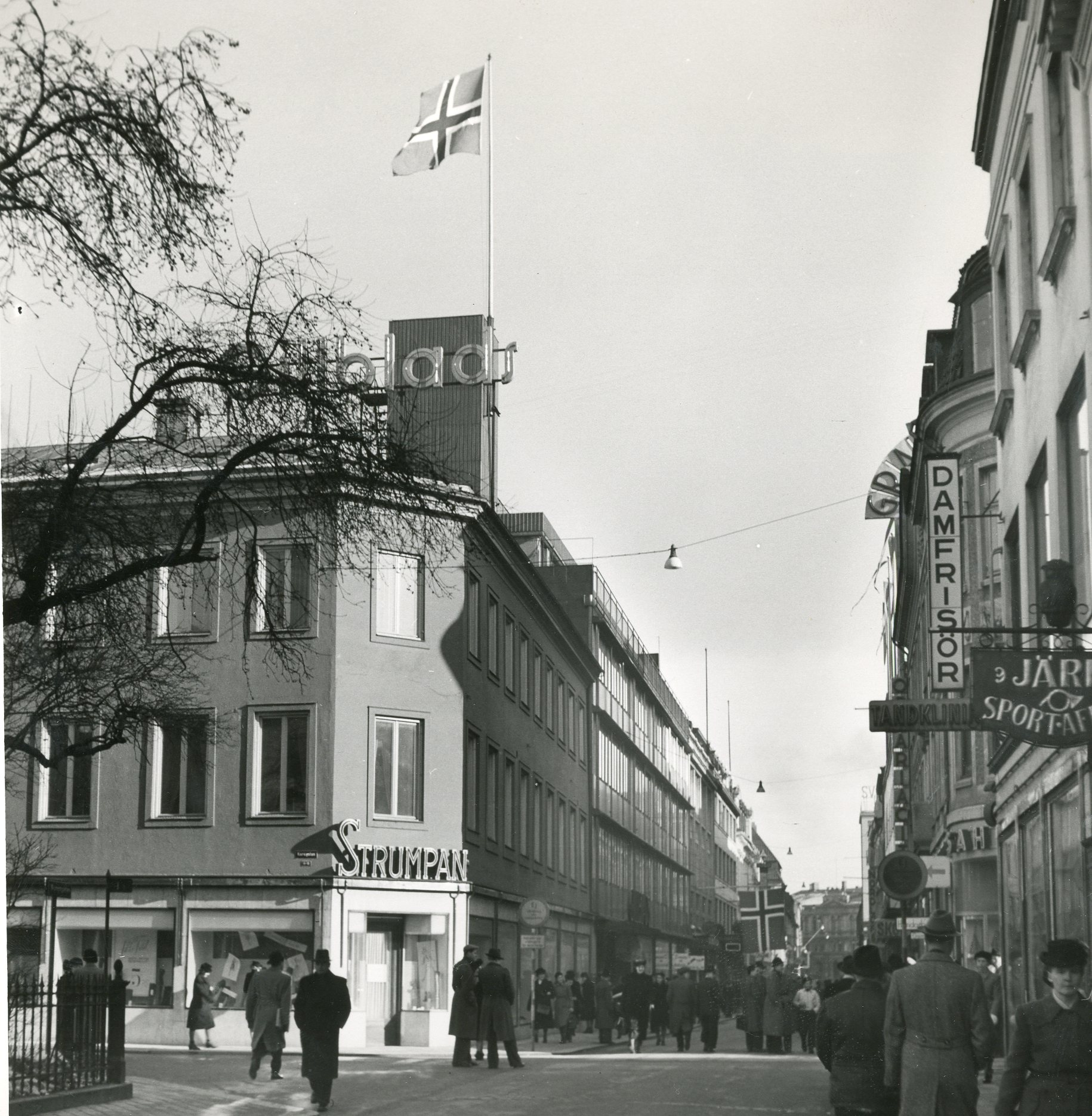
Gillblads med Strumpan vid Kungsgatan och Korsgatan i Göteborg 1945.
Foto:Norsk Telegrambyrå / Riksarkivet i Norge.

Gillblads, är ett konfektionsvaruhus i Göteborg, grundat 10 augusti 1866 av Axel Julius Gillblad och Anders August Andersson som Axel Gillblad & Co i det "Melinska huset" (efter Olof Melin 1763-1834), i hörnet av Kungsgatan och Korsgatan. I en annons den 27 september 1866 rekommenderar firman "... ett välsorteradt och modernt Manufakturlager till ytterst billiga men bestämda priser".
Affärshuset Gillblads bestod av sju äldre sammanbyggda stenhus vid adresserna Kungsgatan 42-44/ Korsgatan 14-18 samt Kyrkogatan 15-19 i kvarteret "Snusmalaren". Byggnaderna har nyklassicistiskt slätputsade fasader, och en yngre fasad mot Kungsgatan är klädd med plattor. På 1810-talet var detta fyra olika tomter, men det var i hörntomten mot Kungsgatan som det Gillbladska företaget startade. De övriga tomterna köptes 1924-1961. Den 23 september 1899 härjades fastigheten av en våldsam eldsvåda, som jämnade byggnaden med marken och orsakade skador för omkring 350 000 kronor. Firman inrymdes under en tid i provisoriska lokaler i fastigheter vid Vallgatan och Kyrkogatan. Kungsgatan 44 byggdes 1899 enligt ritningar av L. Enders. 
Gillblads hade en omfattande engrosförsäljning och egen kappfabrik. En specialitet för dem var under många år flaggor, där man var Skandinaviens största tillverkare av nations-, handels-, örlogs-, lots-, tull- och postflaggor. 
Axel Julius Gillblad, som på grund av sitt långa, vita hår, kallades "Farbror Stripa" bland personalen, var en framstående kännare av gammalt porslin, och drog sig vid sekelskiftet tillbaka från affärerna och överlämnade hela rörelsen till sin kompanjon, Anders August Andersson. Vid Anderssons bortgång 1907, drevs verksamheten vidare av dennes son Igor Anderström fram till 1924. 
År 1913 hade den unge dansken, Holger Stjernholm, kommit från USA och bosatt sig i Göteborg. Under en kort tid arbetade han som inköpare av tyger hos Meeths och reste krigsåret 1916 till USA för att skaffa textilvaror till Sverige. I Göteborg startade han och en kompanjon 1921 specialaffären "Strumpan" och 1924 övertog Holger Stjernholm genom en rad affärstransaktioner Gillblads. En större ombyggnad av fastigheten Kungsgatan 44 startade 1936, då den både till det yttre och inre helt ändrade karaktär, fasaden moderniserades och alla äldre utsmyckningar avlägsnades. Gillblads hade ett tag affärer både i Göteborg och Helsingborg, och hade som mest 300 anställda.
Sedan Holger Stjernholm dragit sig tillbaka från VD-skapet, tog hans måg Frederik Svendsen över ledningen fram till sin bortgång 1974. Ny direktör blev då Thor Aaström. Den 24 februari 1977 tillkännagavs att aktierna i 110 år gamla Axel Gillblad & Co AB skulle komma att övertas av investmentbolaget Prospective Investment AB (PIA) med säte i Stockholm.
I februari 2020 begärdes Gillblads i konkurs efter mångmiljonförluster.
I lokalerna finns nu en Sova-sängbutik.

## Fastigheterna
- Kungsgatan 42-44/Korsgatan 18, uppfördes 1804 för handlande Olof Melin.
- Korsgatan 16/Kyrkogatan 17, uppfördes 1807-1809 för handlande A. Killander. Fastigheten såldes 1958 till Gillblads.
- Korsgatan l4/Kyrkogatan 15, uppfördes 1807-1810 för skeppsmäklare Joseph Hall. År 1961 övertog Gillblads fastigheten.
- Kyrkogatan 19, uppfördes som tvåvåningshus 1803 för körsnären S. Wallich enligt ritningar av "konduktör" Dahlbom. År 1924 köptes huset av Gillblads och lokalerna slogs då samman med varuhuset 1961.